# يعقوب مراد
يعقوب مراد الكاتب والصّحافي السُوري يعقوب مراد. هو مؤسس ومدير مركز التوازن الإعلامي في السويد حيث أقامته منذ عام 1985. كتب وما يزال في الصّحافة السُّوريّة واللُّبنانيّة والأردنيّة والسُّويديّة. عمل مديراً لمكتب مجلّة ألوان بدمشق، وإرتبط بصداقات عميقة في الوسط الفنِّي والثَّقافي مع نجوم الفنِّ العربي في الشَّرق الأوسط، فأطلقت عليه الفنّانة نبيلة النَّابلسي «صديق الفنَّانين»، كما أطلق عليه الممثل عبَّاس الحاوي «عرّاب المحبّة». 
باحث اجتماعي في إدارة السجون السويدية، سفيراً لمنظمة السَّلام العالمي. أجرى العديد من المقابلات الفنّيّة مع فنَّانين وفنَّانات وأسَّس منبراً رائداً بإعداد ندوات في بداية الثّمانيات، حيث كان يدعو فنّاناً مبدعاً مع جمهور غفير، عبر حوار مفتوح لمحاورة الفنّانين والفنّانات بشكلٍ مباشر. عام 1985، غادر إلى السُّويد حاملاً الوطن في ثنايا روحه وقلبه وظلَّ يرفرفُ عالياً حتّى الآن. أصدر مجلة (الشروق) في السويد لتكون جسر تواصل مابين الوطن والاغتراب. أصدرَ رواية «كسوف في رأس العائلة» عن دار علا للطباعة والنّشر، دمشق 1994. أصدر مجموعته القصصية (السُّويد وصوت الطَّبل)، عن دار علا للطباعة والنّشر دمشق 1997. أصدر (أصدقاء احتفالية الحبّ)، مجموعة خواطر وجدانيّة عن مؤسّسة مراد للطباعة والنّشر 2010. أسس كروب من أربعين أدمن عشر صفحات وطنية للدفاع عن سورية (أصدقاء سورية، كلنا لأجل سورية، مواقف مشرفة، ياسمين الشام، سورية مهد الحضارة، يعقوبيات، عراب المحبة وصفحاته الخاصة)، أصدر رواية «في حضن الشَّيطان» 2015 في السويد ولاقت نجاحاً واقبالاً بعدة دول اوربية. ثم نشرتها دار الرافدين في العالم العربي بعنوان «الحقيقة اريد أن أرى الشمس» ولاقى نجاحاً في كل المعارض العربية ماعدا دول الخليج منعت من دخولها لانها بحث حقيقي عن خبايا وأسرار الحرب القذرة على سورية وكان الكتاب قد نشر في حلقات في سيريا ديلي نيوز. أصدرت له وزارة الثقافة، الهيئة العامة للكتاب كتاب: «عرّاب المحبّة» بصمة رجل مابين الوطن والاغتراب وهي مجموعة قصصيّة حقيقية. تم تكريمه في عدة محافل دولية وعربية وأهمها من قبل الجاليهات السورية في بولونيا والدانمرك والنرويج والسويد وإيطاليا وتونس وسورية. كتبَ العديد من البحوث وأقام العديد من الندوات والمحاضرات داخل وخارج السُّويد حول المحبّة والوئام بين البشر، وثقافة الانتماء. نظراً لأنّه «عرّاب المحبّة» ويتمتَّع برؤية جانحة نحو فضاءات السَّلام. منذ بداية الحرب قاد عدة وفود من المغتربين والاوربيين لزيارة سورية وعقد مؤتمرات السلام في قلب دمشق وزار عدة محافظات تضامناً مع شعبنا وعقد العديد من المحاضرات وحفلات توقيع كتبه وتقديم المساعدة لمصابين الحرب. من مواقفه: استقالته من منظمة السلام العالمي لان أهدافها تتعارض مع انتماؤه الوطني. قدم للوطن والشهيد أغنيتين من إنتاجه الخاص. 
أغنية: سورية حلم بتضل للمطربة هويدا يوسف 
وللشهيد أغنية: ويبقى الوطن قنديل للمطربة حلا نقرور، رصد ريع كتابه الأخير لمساعدة ضحايا الحرب على سورية. 
تعرض للكثير من محاولات الترغيب والتهديد والضرب والخطف إلا انه بقي على مواقفه الوطنية والإنسانية.